# Schloss Vollrads

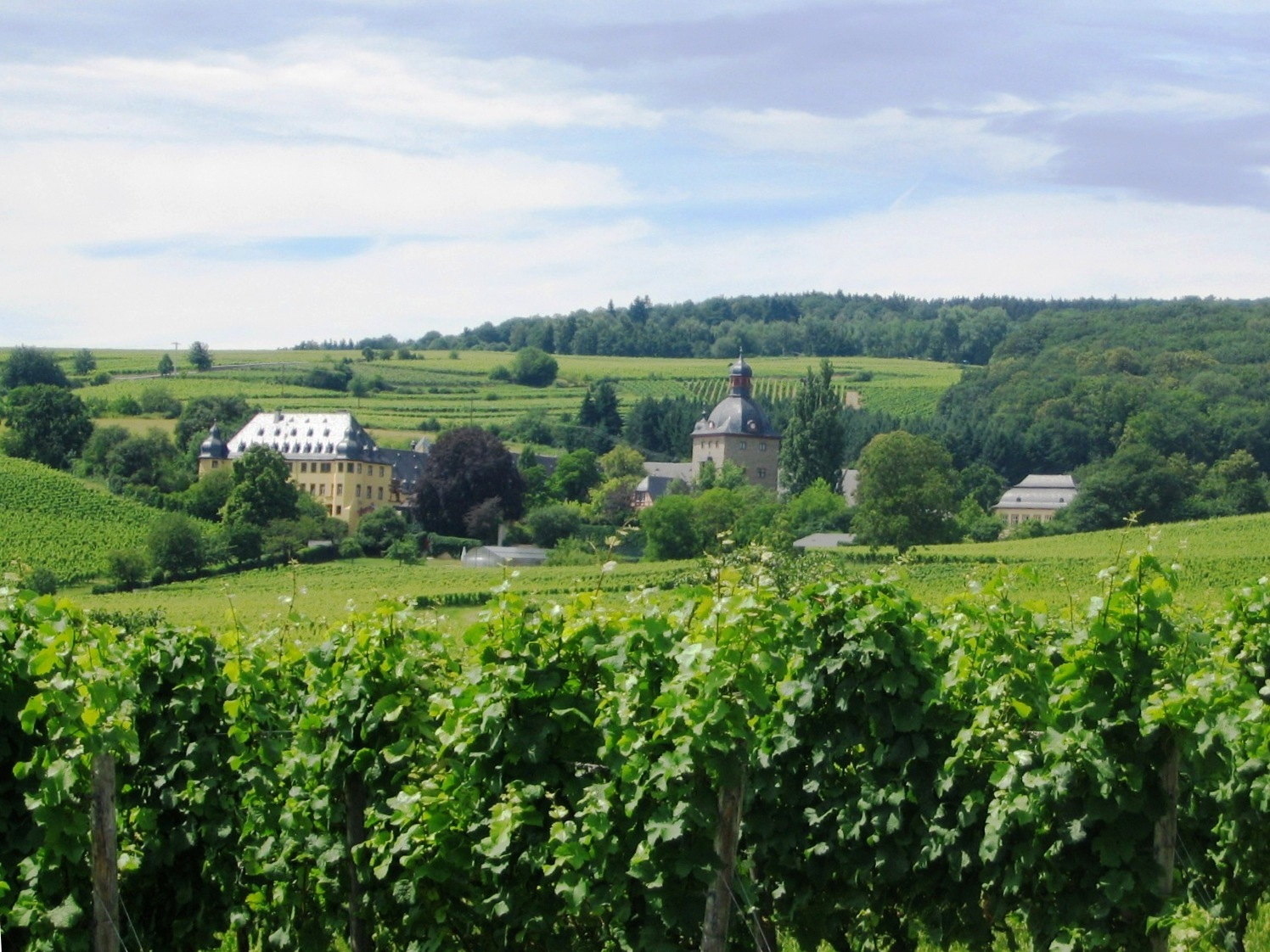
Gesamtanlage von Südosten gesehen

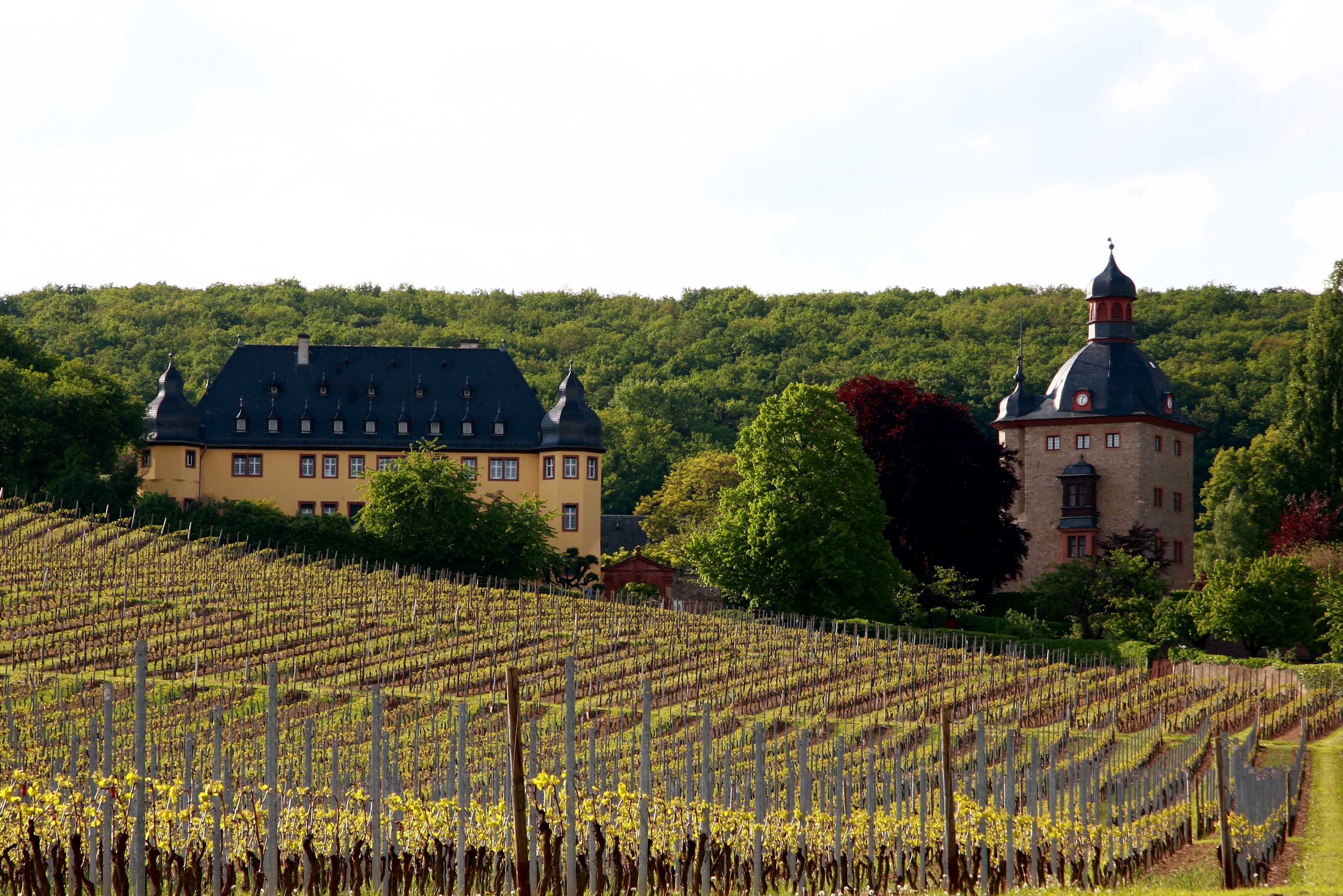
Überblick über das Gelände

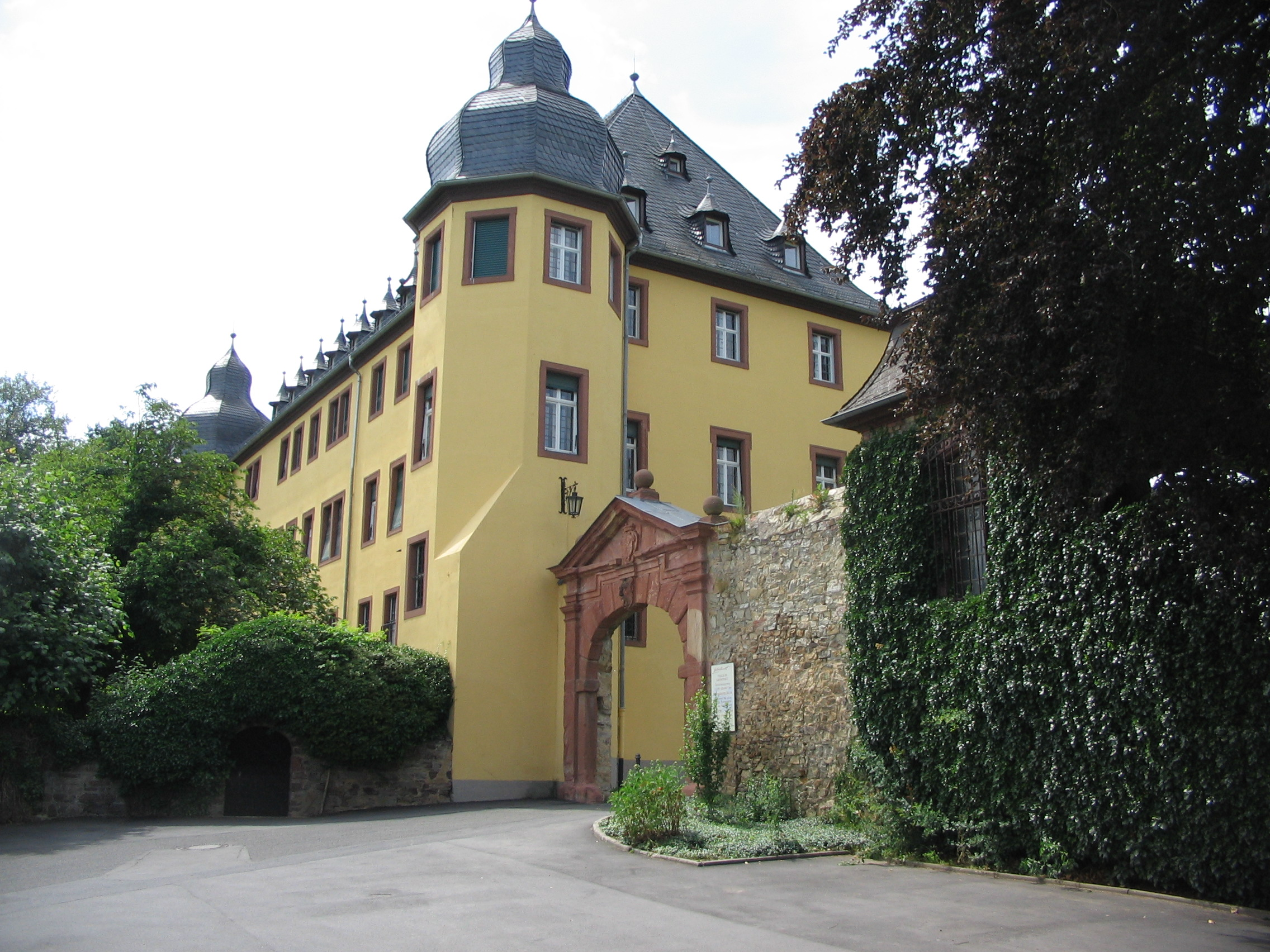
Hauptbau und Haupttor des Schlosses

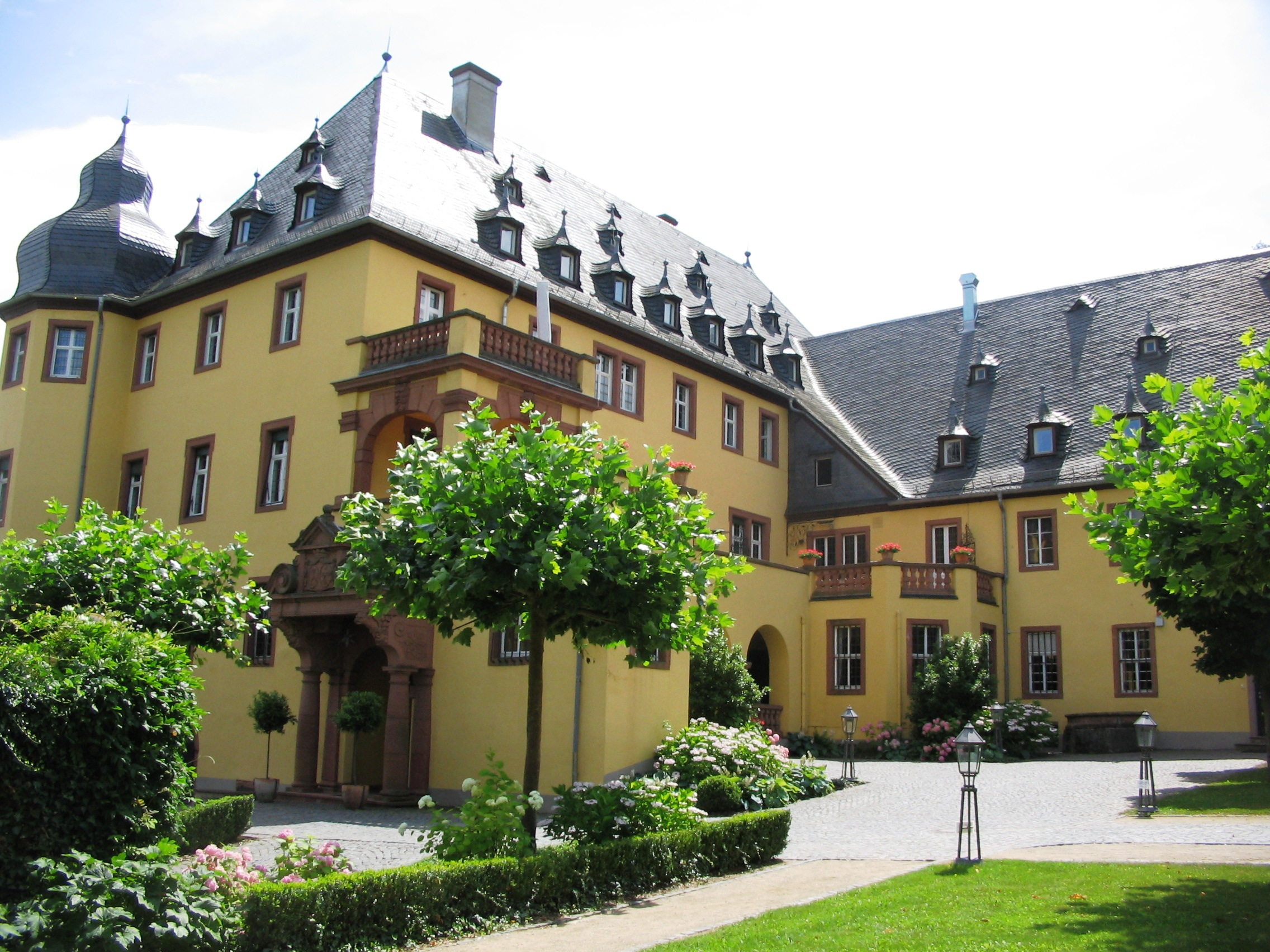
Hauptbau vom Schlosshof aus

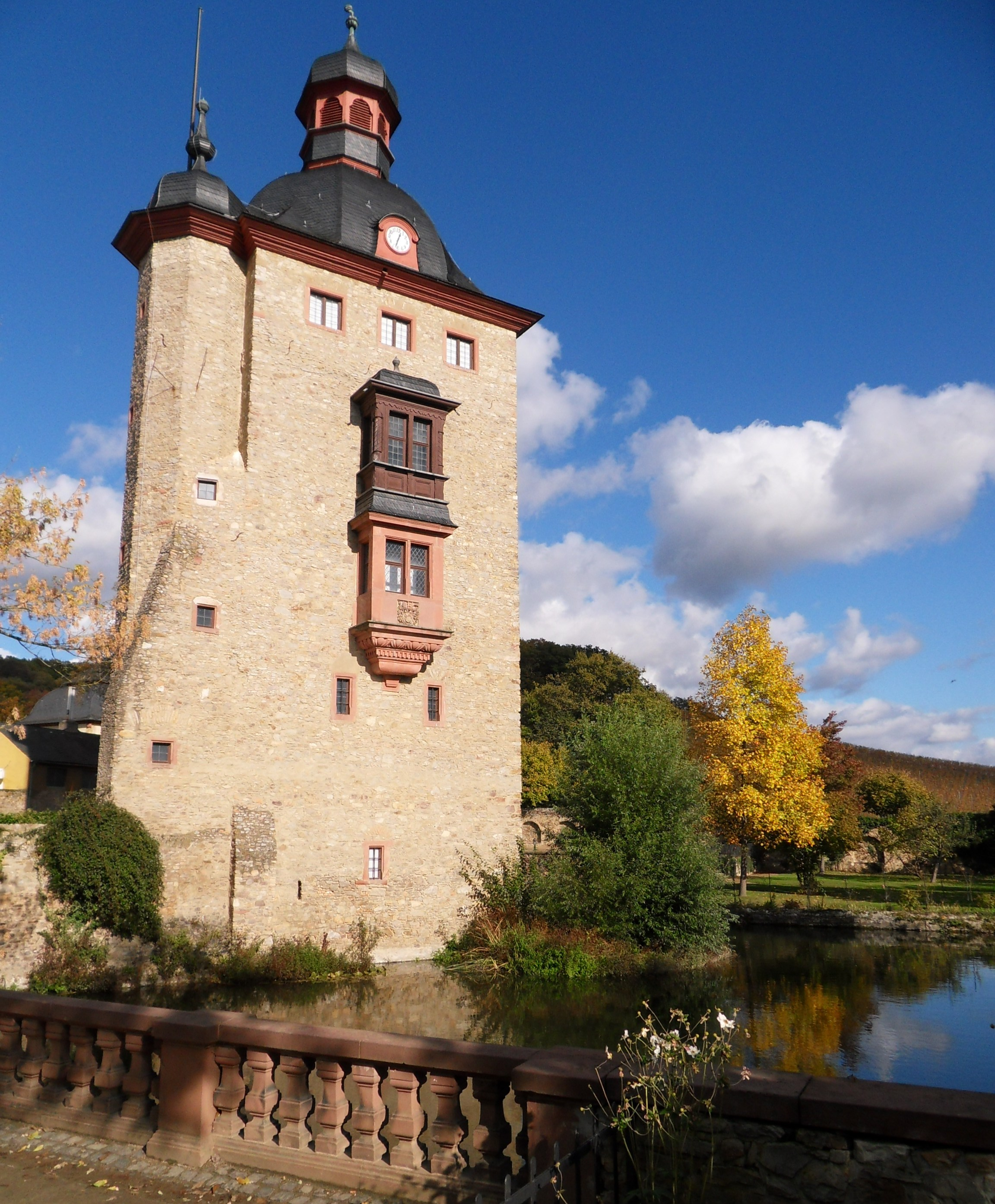
Wohnturm und Wassergraben

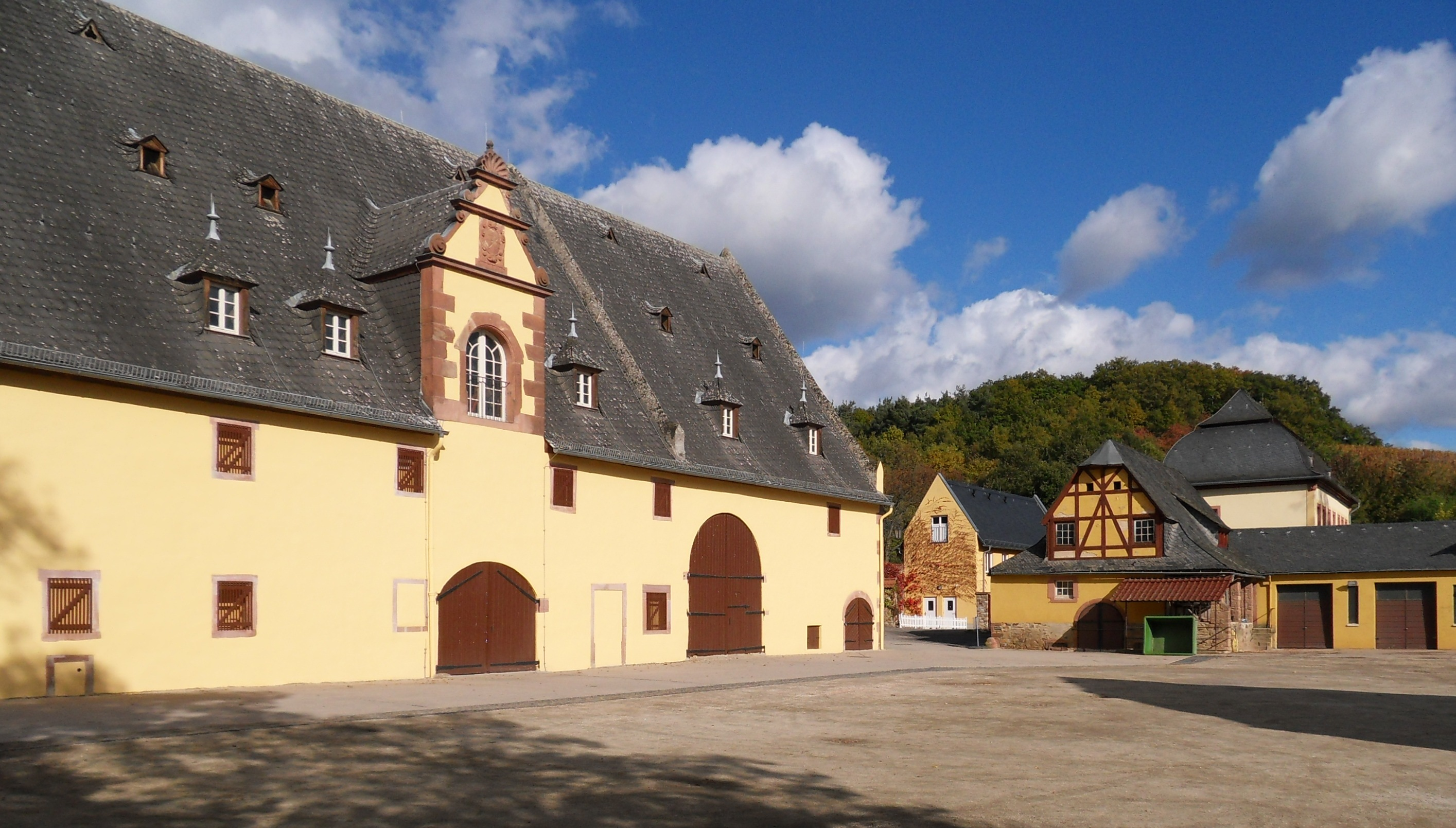
Wirtschaftsgebäude im hinteren Teil des Schlosshofs

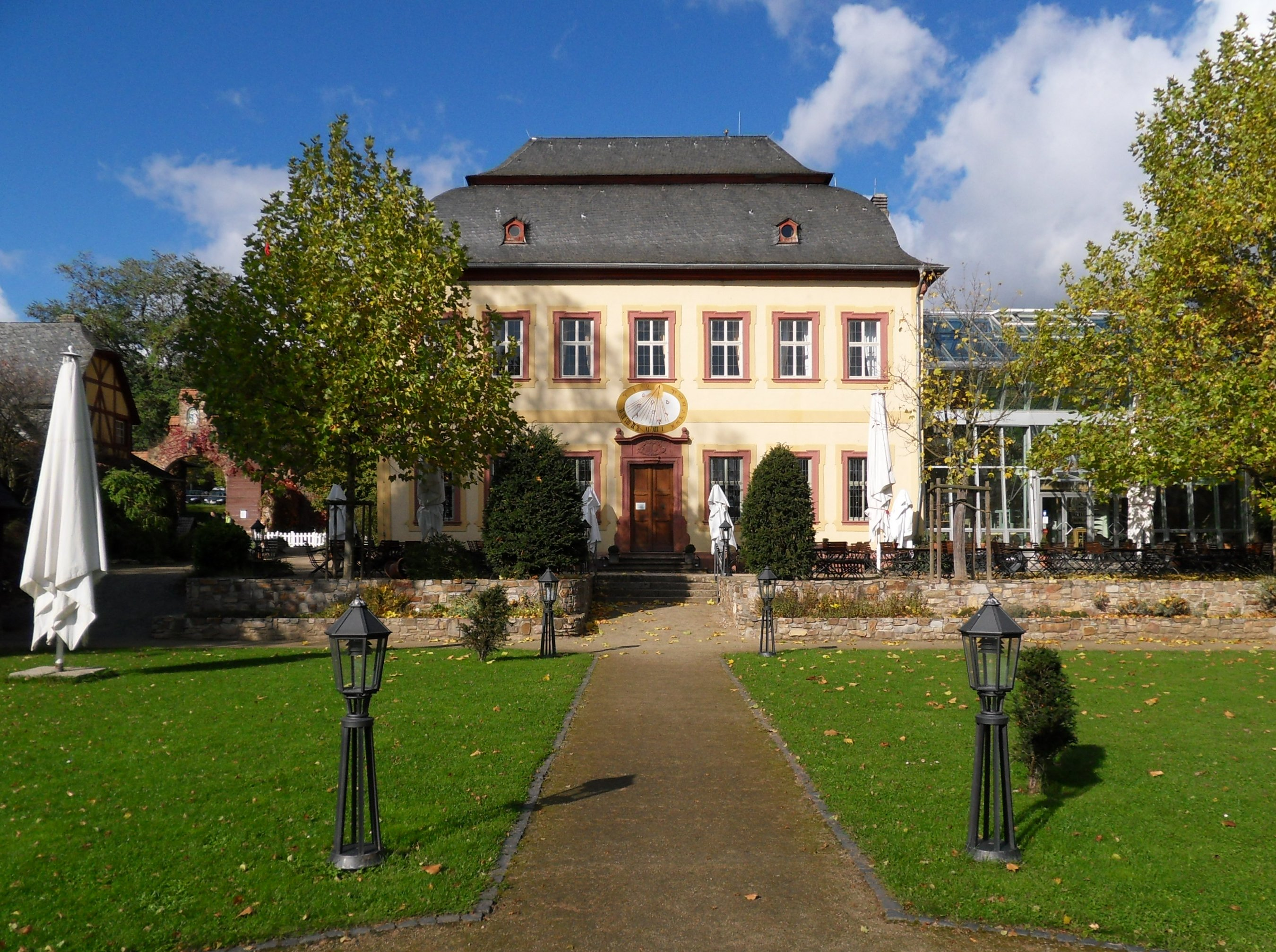
Orangerie

Schloss Vollrads ist ein Schloss und Weingut im hessischen Rheingau, etwa zwei Kilometer vom Rheinufer entfernt in der Gemarkung Winkel der Stadt Oestrich-Winkel gelegen, umgeben von Wald und Weinbergen auf einer Höhe von 160 Metern. Zum Weingut gehören eine Vinothek im Wirtschaftshof und ein Gutsrestaurant im Kavaliershaus mit Orangerie. Saisonal findet im Schlosshof ein Ausschank statt (Straußwirtschaft). Der Schlosshof dient traditionell als Open-Air-Spielstätte des Rheingau Musik Festivals.

## Geschichte
Das Schloss wurde nach den Herren von Winkel benannt; Vollradus ist ein Vorname. So wird 1218 ein „Vollradus in Winkela“ (so genannter „Ritter Vollradus“), 1268 ein „Conradus dictus Vollradus armiger“ (Conradus, genannt der waffentragende Vollradus) quellenkundlich erwähnt. Von der ursprünglichen Bausubstanz aus dieser Zeit ist nichts mehr erkennbar.
Den Kern des heutigen Schlosses bildet ein als Wasserburg errichteter wuchtiger Wohnturm, der von einem quadratischen Teich umgeben und nur über eine Brücke zu erreichen ist. Er geht auf das erste Drittel des 14. Jahrhunderts und die Familie von Greiffenclau zurück, die Erben der Herren von Winkel waren. Der achteckige Treppenturm, der den Donjon flankiert, wurde 1471 angebaut; der Erker ist eine Zutat von 1620. Über dem Eingang zum Wohnturm prangt das Familienwappen der Greiffenclau.
1684 wurde das heutige zweiflügelige Herrenhaus (damals zweigeschossig) von Georg Phillip Greiffenclau von Vollrads neben dem Turm erbaut. Sein Sohn Johann Erwein baute um 1700 die Wirtschaftsgebäude an, errichtete Begrenzungsmauern um den Schlossgarten und versah den Wasserturm mit einem barocken Haubendach.
1907/1908 nahm Gräfin Clara Matuschka-Greiffenclau, Ehefrau des Wiesbadener Landrates Guido von Matuschka-Greiffenclau, Umbauten vor. Sie ließ den Südtrakt des Herrenhauses um ein drittes Stockwerk erhöhen, zwei Türme mit Zwiebelhauben anbauen, die Terrassen erweitern und den Erker am Donjon ebenfalls aufstocken.
Ab 1935 war Richard Graf Matuschka-Greiffenclau, der spätere Präsident und Ehrenpräsident des Deutschen Weinbauverbandes und Landtagsabgeordneter, Gutsherr auf Schloss Vollrads.
1975 übernahm Erwein Graf Matuschka-Greiffenclau den hoch verschuldeten Besitz. In den 1980er und 1990er Jahren bewirtschaftete er zusätzlich die fürstlich Löwenstein-Wertheim-Rosenberg’schen Weinberge in Hallgarten mit 16 Hektar und war so auf eine Betriebsgröße von 64 Hektar gekommen. Allerdings gelang es ihm nicht, den Besitz finanziell zu sanieren. Als die Hausbank die Eröffnung des Konkursverfahrens über den Besitz beantragte, nahm sich Matuschka-Greiffenclau im Jahr 1997 das Leben. In der Folge übernahm die Nassauische Sparkasse Schloss Vollrads und führte seitdem die Bewirtschaftung samt Weingut und Restaurant fort.
Das Weingut ist Mitglied im Verband Deutscher Prädikatsweingüter (VDP).
Weite Teile des Schlosses sind für die Öffentlichkeit nicht zu besichtigen; im Rahmen von Veranstaltungen ist der Zugang möglich. Im Sommer werden Live-Musik-Veranstaltungen, zur Weinsaison im Herbst Ausschank im Innenhof angeboten. In Absprache mit dem Standesamt Oestrich-Winkel sind standesamtliche Trauungen möglich.
Im Jahre 2011 wurden die Ledertapeten des Herrenzimmers im Herrenhaus aus dem Beginn des 18. Jahrhunderts mit Mitteln des Landes Hessen, des Fördervereins Schloss Vollrads und der Deutschen Stiftung Denkmalschutz restauriert.

## Weinbau
Die älteste Weinrechnung von Schloss Vollrads stammt aus dem Jahr 1211. Weinbau in der gegenwärtigen Rheingauer Einzellage Schloßberg wurde gemeinsam mit anderen Lagen erstmals 1412 dokumentiert.
Seit dem deutschen Weingesetz von 1971 ist Schloss Vollrads wie auch Schloss Johannisberg, Schloss Reichartshausen und der Steinberg bei Kloster Eberbach eine anerkannte Ortsteilbezeichnung. Somit darf der Wein aus der Lage Schloss Vollrads ohne Angabe der Ortsbezeichnung „Winkel“, also einfach als „Schloss Vollrads“ etikettiert werden. Der Ortsteil Schloss Vollrads hat Anteil an den Winkeler Einzellagen Schloßberg und Dachsberg. Diese beiden Einzellagen sind für den Ortsteil Schloss Vollrads unterteilt in folgende „den Einzellagen zugeordnete kleinere geografische Einheiten“: Greiffenberg östlich, Schlossberg südlich, Marienberg südwestlich und Honigberg westlich der Gebäude von Schloss Vollrads. Unter dem Namen von Einzellagen werden vermarktet Weine aus Schloss Vollrads, Schlossberg und Schloss Vollrads, Greiffenberg sowie aus dem Mittelheimer Edelmann und dem Hattenheimer Engelmannsberg.
Das Schlossweingut, das zur Rheingauer Großlage Erntebringer gehört, umfasst neben der Rebfläche im Ortsteil Schloss Vollrads mit 48 Hektar auch andere Lagen in Oestrich-Winkel sowie solche in Hattenheim und Geisenheim und damit insgesamt 63 Hektar.
Gepflanzt wird ausschließlich die Riesling-Rebe, aus der alle Qualitätsstufen von Qualitätswein über Kabinett, Spätlese, Auslese, Beerenauslese, Trockenbeerenauslese bis zum Eiswein erzeugt werden. Aktuell (2022) befindet sich das Weingut im letzten Jahr der Qualifizierungsperiode zum ökologischen Landbau.
Seit 2004 werden die Weinflaschen mit den Vino-Lok-Glasverschlüssen als Alternative zum traditionellen Korken verschlossen. Dadurch bleibt der Wein länger frisch und frei von Fehltönen wie dem Korkgeschmack oder anderen durch den Naturkork verursachten Weinfehlern. 2017 erfolgte die Umstellung auf Schraubverschlüsse.
Im Jahr 2022 begann der Neubau eines Kellergebäudes für die Weinproduktion auf dem Gelände nördlich des Schlosses. Neben seiner Funktion als zukünftige Produktionsstätte wird das neue Gebäude auch mit Photovoltaik, Batteriespeicher und einem Blockheizkraftwerk bestückt und soll nach Fertigstellung ca. 80 % des künftigen Energiebedarfs von Schloss Vollrads decken.